# Hieroglifele pământului
Hieroglifele pământului este un film românesc din 1966 regizat de Maria Săpătoru.